# Die neun Milliarden Namen Gottes
Die neun Milliarden Namen Gottes (englischer Originaltitel: The Nine Billion Names of God) ist eine Science-Fiction-Kurzgeschichte des britischen Schriftstellers Arthur C. Clarke aus dem Jahr 1953. Sie wurde 1970 von den Science Fiction Writers of America als eine der 15 besten Science-Fiction-Kurzgeschichten vor der Einführung der Nebula Awards sowie 2004 mit dem Retro Hugo Award für die beste Kurzgeschichte ausgezeichnet.

## Inhalt
In einem tibetischen Lama-Kloster versuchen die Mönche, eine Liste aller Namen Gottes zu erstellen. Sie glauben, dass das Universum zu diesem Zweck erschaffen wurde und dass, sobald die Benennung vollständig ist, Gott dem Universum ein Ende bereiten wird. Drei Jahrhunderte zuvor haben die Mönche ein Alphabet erstellt, mit dessen Hilfe es möglich ist, alle möglichen Namen Gottes zu kodieren: Es gibt ungefähr 9.000.000.000 („neun Milliarden“) Namen, die alle aus nicht mehr als neun Buchstaben bestehen. Diese Namen von Hand zu schreiben, wie sie es bis zu diesem Zeitpunkt getan hatten, würde noch 15.000 Jahre dauern. Um diese Aufgabe zu beschleunigen, wollen die Mönche moderne Technologie einsetzen.
Sie mieten einen Computer, der alle möglichen Permutationen ausgeben kann, und engagieren zwei Westleute, um die Maschine zu installieren und zu programmieren. Die Anlagenbediener sind skeptisch, aber spielen mit. Als sich nach drei Monaten das Ende des Auftrags anbahnt, befürchten sie, dass die Mönche die Maschine und ihre Bediener beschuldigen würden, wenn nichts passiert. Die beiden Westleute zögern den Ablauf des Computers hinaus, sodass der letzte Drucklauf erst kurz nach ihrer geplanten Abreise fertig wäre. Nach ihrer Abreise auf Ponys zurück zu dem Flugzeug, das sie zurück in die Zivilisation bringen soll, halten sie auf dem Bergpfad kurz inne. Unter dem sternklaren Himmel schätzen sie, dass nun wohl die Zeit gekommen sei, zu der die Mönche die letzten der gedruckten Namen in ihre heiligen Bücher klebten. Dann merken sie: „Über ihren Köpfen verlöschten lautlos die Sterne.“

## Rezeption
Im Jahr 2004 gewann Die neun Milliarden Namen Gottes rückwirkend den Hugo Award für die beste Kurzgeschichte, die im Jahr 1954 auszuzeichnen gewesen wäre. The Guardian nannte sie einen „wundervoll apokalyptischen Rippen-Kitzler“. Für das Heranbringen des westlichen Publikums an Vorstellungen orientalischer Religionen bezeichnete sie Carl Sagan 1978 als eine der wenigen Science-Fiction-Geschichten, die eine gewöhnliche Science-Fiction-Thematik mit einer tiefen menschlichen Empfindsamkeit verbinde.
Gary K. Wolfe bemerkte, dass die Geschichte offensichtlich Clarkes wissenschaftlichem Rationalismus widerspreche. Paul J. Nahin wies darauf hin, dass ein allwissender Gott aufgrund der auf die Lichtgeschwindigkeit zurückzuführende Verzögerung bereits Jahre zuvor alle Sterne des Universums hätte zerstören müssen, um ein gleichzeitiges Verschwinden just zu dem Zeitpunkt herbeizuführen, in dem die Mönche ihre Aufgabe erfüllt haben würden. Clarkes Vorstellung vom Ende des Universums war also offensichtlich nicht einfach das Ende der Sterne, sondern das Ende des Raumes und der Zeit, überall im selben Moment.
Im Jahr 2003 berichtete Clarke, dass ihm Tenzin Gyatso, der 14. Dalai Lama, per Brief mitgeteilt habe, die Geschichte „sehr amüsant“ gefunden zu haben.

## Sonstiges
- Ein Lied des portugiesischen Sängers Jorge Palma ist nach der Kurzgeschichte benannt und von ihr inspiriert.
- Die Geschichte des Knobelspiels Türme von Hanoi droht mit einem ähnlichen Ende des Universums.
- Jorge Luis Borges’ Kurzgeschichte Die Bibliothek von Babel behandelt die Thematik einer unendlichen Zahl an Zeichenkombinationen.
- Im Film Pi (1998) wird ein Computer verwendet, um den 216 Zeichen langen Namen Gottes zu erraten.
- Die Futurama-Folge Der göttliche Bender ist teilweise von der Kurzgeschichte inspiriert.
- Carter Scholz’ gleichnamige Kurzgeschichte Nine Billion Names of God nimmt die Form eines Briefwechsel zwischen Scholz und einem Redakteur an. In ihr behauptet Scholz, der Clarkes Geschichte Wort für Wort kopiert hatte, es sei eine völlig andere Geschichte, da der Kontext der 1980er Jahre ein anderer sei als jener der 1950er – wie etwa der Don Quijote in Pierre Menard, Autor des Quijote.
- Der Islam kennt die 99 Namen Allahs, wobei der hundertste Name unaussprechbar und den Menschen unbekannt ist.

## Ausgaben
- Clarke, Arthur C.: Die neun Milliarden Namen Gottes. In: Vom Scheidt, Jürgen (Hrsg.): Das Monster im Park: 16 Erzählungen aus der Welt von morgen. dtv, München 1973, ISBN 3-423-01866-6.
- Clarke, Arthur C.: Die neun Milliarden Namen Gottes. In: Pohl, Frederik und Jeschke, Wolfgang (Hrsg.): Titan-3: Science Fiction Classics. Wilhelm Heyne Verlag, München 1976, ISBN 3-453-30386-5, S. 49–56 (diezukunft.de [abgerufen am 26. Dezember 2021]).